# HMS Venerable (R63)

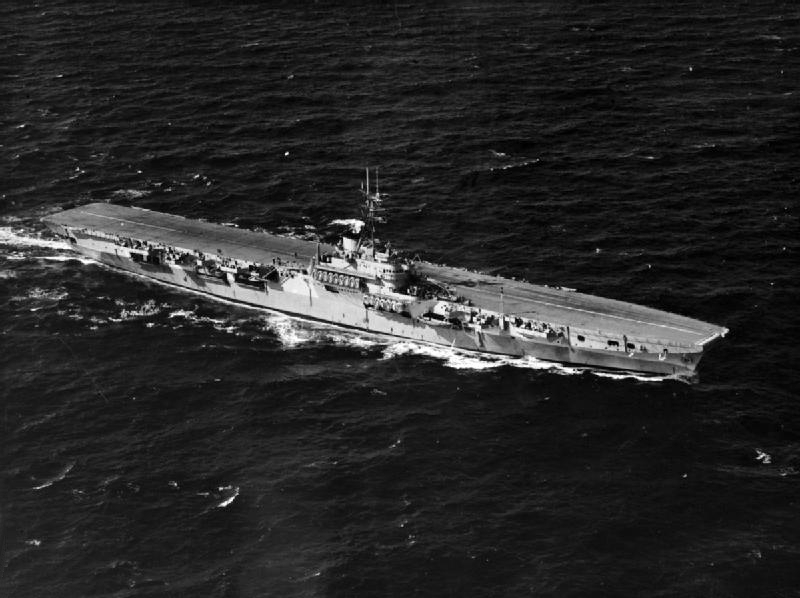
HMS Venerable till sjöss, 1945.

HMS Venerable (R63) var ett hangarfartyg av Colossus-klass byggd för Royal Navy. HMS Venerable kölsträcktes vid Cammell Laird i Birkenhead den 3 december 1942 och sjösattes lite mer än ett år senare och togs i tjänst den 17 januari 1945. Som med andra fartyg i klassen som blev klara strax före slutet av andra värdlskriget skickades HMS Venerable direkt till Fjärran Östern för att ansluta sig till 11th Aircraft Carrier Squadron (Colossus, Glory och Vengeance) i Stillahavsflottan. Varje hangarfartyg bar omkring 40 F4U Corsair-jaktplan och Fairey Barracuda-torpedbombare ombord.
Efter krigsslutet repatrierade HMS Venerable krigsfångar till Kanada och Australien innan hon återvände till Storbritannien. Venerable tjänstgjorde bara tre år i Royal Navy innan hon såldes 1948 till Nederländerna och namnändrades till HNLMS Karel Doorman (R81) och deltog i den militära sammandrabbningen 1962 i västra Nya Guinea (nu Papua och Papua Barat i Indonesien). Därefter såldes hon till Argentina och namnändrades till ARA Veinticinco de Mayo, och deltog senare i Falklandskriget. Hon försåg det brasilianska hangarfartyget Minas Gerais (f.d. HMS Vengeance) med reservdelar innan resten skrotades år 2000.